# Lysmus harmandinus
Lysmus harmandinus är en insektsart som först beskrevs av Navás 1910.  Lysmus harmandinus ingår i släktet Lysmus och familjen vattenrovsländor. Inga underarter finns listade i Catalogue of Life.